# Al-Ghazali
Al-Ghazali, también conocido por la versión latinizada de su nombre, Algazel, y entre musulmanes como el imán al-Ghazalí o Hújjat-al-Islam (en persa: محمد غزالی; en árabe: ابو حامد محمد بن محمد الغزالي الشافعي الطوسي حجة الإسلام, Ab Hamid Muḥammad ibn Muḥammad al-Gazal ax-Xāfi'ī at-Tusi Ḥujjat al Islam; Irán, c. 5 de julio de 1057-Tus, Irán, 19 de diciembre de 1111),  fue un polímata de origen persa, teólogo sufí, jurista, filósofo y místico, considerado uno de los pensadores más importantes de la filosofía islámica, que representa el misticismo más profundo. Perteneciente a la escuela Shafi'i, sus trabajos permitieron por primera vez que el sunismo aceptara el sufismo como ortodoxo. Se le debe igualmente la introducción de la lógica y la silogística aristotélica en la jurisprudencia y la teología islámicas. Escribió El resurgimiento de las ciencias religiosas (Iḥyāʾ ʿulūm al-dīn), es posiblemente su obra apologética más importante.
Al-Ghazali tuvo una formación filosófica muy completa, conociendo el pensamiento de los grandes filósofos musulmanes Al-Kindi, Al-Razi, Al-Farabi, Avicena, etc. Creía que la tradición espiritual islámica estaba moribunda y que las ciencias espirituales enseñadas por la primera generación de musulmanes habían sido olvidadas. Decepcionado en su búsqueda de una verdad filosófica, se orientó hacia un misticismo profundo, negando toda verdad de los filósofos y acusándolos de infidelidad. En su obra Tahafut al-falāsifa (La incoherencia de los filósofos) muestra por el mismo método de los filósofos, que domina por sus estudios, que los filósofos no llevan más que a errores, condenables ya que contradicen la revelación. La crítica apunta principalmente a la ciencia aristotélica de Avicena desarrollada más tarde en la Europa del siglo XIV. Dicho libro será criticado un siglo más tarde por Averroes.

## Biografía

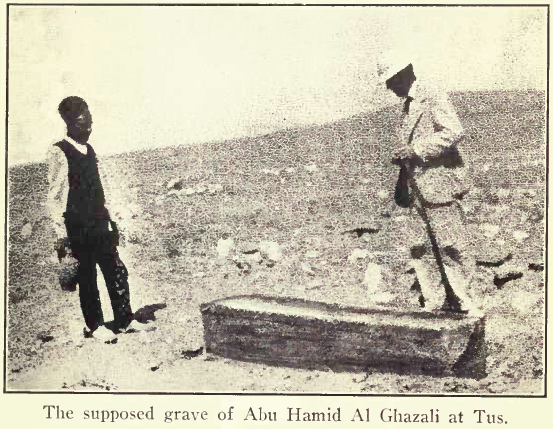
Foto de una tumba en Tus que se cree que pertenece a Al-Ghazali.

Sunita nacido en Gazala, por lo cual su sobrenombre, creció en una familia con tradición de inquietud intelectual, por lo que tanto él como su hermano Ahmad fueron dedicados al estudio desde temprana edad. Se formó en las ciudades aledañas a Gazala (Tus, Gorgán y Nishapur) en las tradiciones islámicas: el Corán, tradiciones o hadices, comentarios, derecho islámico o sharía y ciencias auxiliares: gramática y lexicografía. Tuvo además la oportunidad de estudiar con el teólogo más prestigioso de la época: Al-Yuwaini; pero este murió en 1086 y Nizam al-Mulk, visir del sultán selyúcida, conocedor de su ya enorme reputación como erudito, lo tomó bajo su protección y en 1091 lo nombró profesor de la madraza Al-Nizamiyya de Bagdad. Como cabeza intelectual de la comunidad islámica y doctor máximo ortodoxo se ocupó de enseñar jurisprudencia islámica, refutar herejías y responder cuestiones de todos los segmentos de la comunidad.
En 1095 sufrió una honda crisis personal que le hizo renunciar a su posición y abandonar a su familia, convirtiéndose en un asceta errante o derviche que frecuentaba los círculos de sufíes. Emprendió entonces un largo viaje espiritual de dos años que pasó por Damasco, Jerusalén, Hebrón, Medina y La Meca.
Volvió a Tus donde se dedicó a escribir y a enseñar en la escuela Nizamiya de Nishapur. Murió en 1111.

## Pensamiento

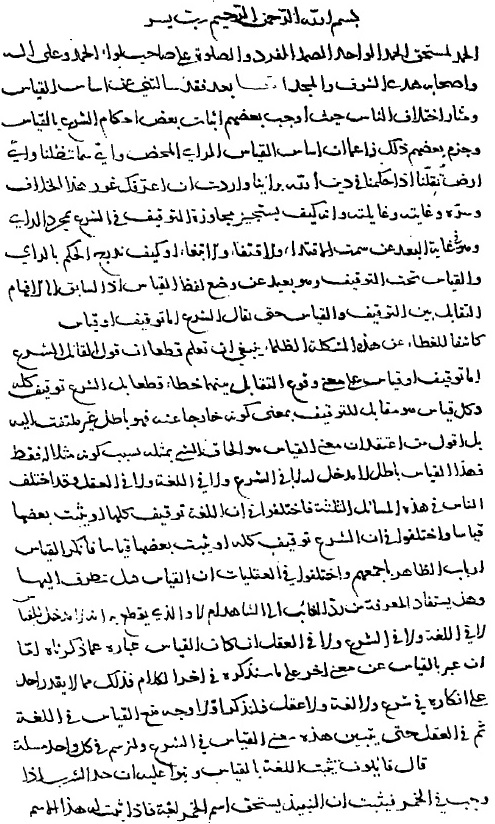
Primera página del manuscrito Asas al-Qiyas de Al-Ghazali

En tiempos de Algazel la falsafa (filosofía) incluía disciplinas como la física, las matemáticas y la lógica.
Al-Ghazali escribió en 1093 su libro La incoherencia de los filósofos (Tahafut al-falasifa), tomando veinte tesis filosóficas afirmó que los argumentos metafísicos de los filósofos no pueden pasar la prueba de la razón y la comprobación de la verdad revelada no puede ser obtenida por la razón.
Se centró en tres afirmaciones que entraban en conflicto con la fe islámica: la eternidad del mundo, el rechazo de la resurrección y que Dios solo conoce los universales y no los particulares. Arremete contra estos «idiotas» que acusó de herejes y de haber abandonado la fe.
Una crítica fue a la idea de necesidad causal. Anticipando a David Hume, Al-Ghazali niega que los fenómenos naturales involucren conexiones necesarias, utilizando como ejemplo principal la quema de algodón cuando está en contacto con el fuego. «La observación solo prueba que una cosa ocurre a la vez que otra, pero no prueba que ocurra por acción de la otra». Al afirmar que las causas necesitan de efectos es negar el poder de Dios, eliminando la posibilidad de realizar milagros y suspender las leyes físicas. Para Al-Ghazali, Dios es la única causa de la naturaleza.
La obra de Algazel dio un duradero impulso en dirección esencialista a la religión islámica, socavando la tradición racionalista que existía anteriormente y mostrando la íntima compenetración entre las prácticas exteriores de la comunidad en general y la ascesis unitiva de los místicos.
Tras Algazel, la filosofía declinó en el mundo suní y su crítica de la filosofía aceleró el declive. Casi un siglo después Averroes hizo esfuerzos desesperados para resistir la corriente mediante la refutación del Tahafut de Algazel con sus libros Tahafut al-tahafut (La incoherencia de la incoherencia) y Fasl al-maqal (El tratado decisivo). Sus intentos fueron vanos y la filosofía fue gradualmente absorbida en el sufismo como filosofía mística. En el mundo suní la lógica aristotélica se incorporó en la teología. En todo ello la influencia de Algazel fue significativa.
Muchos orientalistas afirman que una de las razones más importantes del declive de la ciencia en el mundo islámico fue el ataque de Al-Ghazali a los filósofos (científicos, físicos, matemáticos, lógicos) que culminó en su libro Tahafut al-Falasifah (La incoherencia de los filósofos). Afirmó que los filósofos no pueden dar explicaciones racionales para cuestiones metafísicas y por tanto anuló el pensamiento crítico en el mundo islámico.
Su papel espiritual en el islam ha sido comparado con el de San Agustín en el cristianismo y de hecho compuso unas Confesiones como él, con el título de El que libra del error (al-Munqidh min al-ḍalāl). Es considerado uno de más grandes teólogos, filósofos y místicos del Islam. Era musulmán suní de la escuela shafeí y tendía al misticismo ascético sufí, en el que dejó una honda impronta que fue luego seguida por sabios del renombre de Sohravardi y Abdul Qader Gilani.
Algazel sirvió como transmisor de la obra de Aristóteles y comentarista de sus seguidores musulmanes Avicena y Alfarabi. Aunque estudió los postulados racionalistas, llegó al convencimiento de la ineficacia de la razón como herramienta de conocimiento o de comunicación con Dios; eso le hizo llegar a postulados místicos y a abrazar el sufismo durante años.
Algazel fue el teólogo que inspiró a los Almohades, pero no a los Almorávides, y así, a comienzos del siglo XII, el emir almorávide Alí ben Yúsuf ordenó, aconsejado por ciertos alfaquíes, que se quemaran las obras del teólogo Algazel.
Al-Ghazali argumentó que todo lo que tuvo un principio, tuvo una causa para su comienzo. El mundo está compuesto de fenómenos precedidos por otros ordenados temporalmente. Tal serie de fenómenos temporales no puede continuar eternamente, porque un infinito en acto es imposible (tasalsul). Luego, el mundo debe haber tenido un comienzo y una causa de su existencia, y esa es Dios.
Esta versión del argumento entra en la tradición cristiana medieval a través de Buenaventura.

## Obra

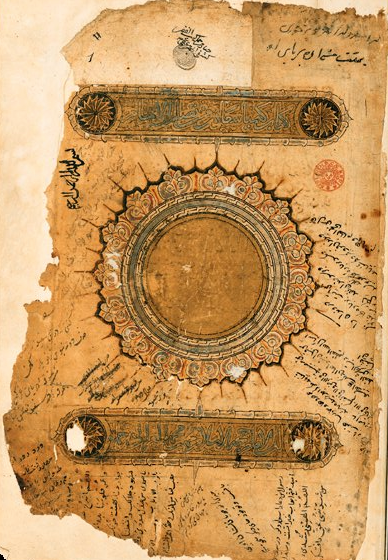
Copia de La alquimia de la felicidad. Biblioteca Nacional de Francia

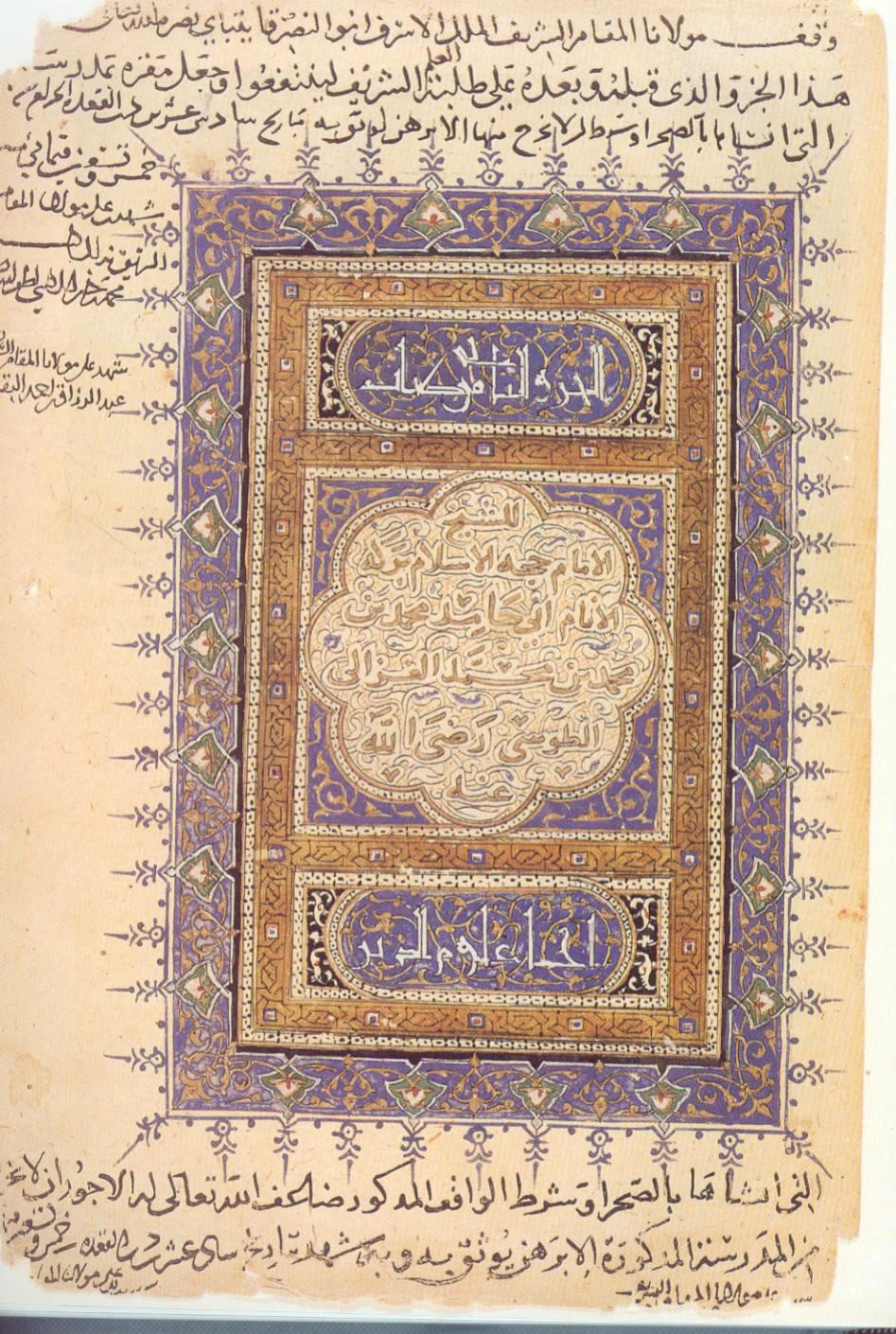
Portada del libro Ihya de Al-Ghazali

La obra de Algacel es muy abundante y ha sido calculada entre 70 y 130 títulos, prácticamente todos sobre filosofía y religión. Los más importantes son:

### La incoherencia de los filósofos
Su libro del siglo XI titulado La incoherencia de los filósofos marca un giro importante en la epistemología islámica. El encuentro con el escepticismo llevó a al-Ghazali a investigar una forma de ocasionalismo teológico, o la creencia de que todos los eventos e interacciones causales no son el producto de conjunciones materiales, sino más bien la voluntad inmediata y presente de Dios.
En el siglo siguiente, Averroes redactó una extensa refutación de la incoherencia de al-Ghazali titulada La incoherencia de la incoherencia; sin embargo, el curso epistemológico del pensamiento islámico ya estaba establecido. Al-Ghazali dio como ejemplo de la ilusión de leyes de causa independientes el hecho de que el algodón se quema cuando entra en contacto con el fuego. Si bien podría parecer como si una ley natural estuviera en acción, sucedió todas y cada una de las veces solo porque Dios quiso que sucediera; el evento fue "un producto directo de la intervención divina como cualquier otro milagro que llame la atención". Averroes por el contrario, insistió en que mientras Dios creó la ley natural, los seres humanos "podrían decir de manera más útil que el fuego hizo que se quemara el algodón, porque la creación tenía un patrón que podían discernir".
La incoherencia también marcó un punto de inflexión en la filosofía islámica en sus vehementes rechazos de Aristóteles y Platón. El libro apuntaba a la falasifa, un grupo vagamente definido de filósofos islámicos de los siglos VIII al XI (los más notables entre ellos Avicena y Al-Farabi) que se inspiraron intelectualmente en los antiguos griegos.
Este argumento de larga data ha sido criticado. George Saliba en 2007 argumentó que el declive de la ciencia en el siglo XI ha sido exagerado, apuntando a avances continuos, particularmente en astronomía, hasta el siglo XIV. [47] Por otro lado, Hassan Hassan en 2012 argumentó que si bien el pensamiento científico en el Islam fue sofocado en el siglo XI, la persona mayormente culpable no es Al-Ghazali sino Nizam al-Mulk . [48]

### Otras obras
- Ihiya al-Ulum al-Din que escribió en árabe y luego él mismo resumió y tradujo al persa con el título de Kimiya-ye-Sa'dat (La Alquimia de la felicidad)

- Al-Basit, sobre la doctrina shafeí

- Mustazhari donde refuta a los esotéricos o batiníes.

- Ihya' Ulum al-Din or Ihya'u Ulumiddin, Revivificación de las ciencias religiosas. Cubre la jurisprudencia islámica, la teología y el sufismo. Fue el libro islámico más recitado tras el Corán. Tiene 4 partes:
  1. Actos de oración (Rub' al-'ibadat),
  2. Normas de la vida diaria (Rub' al-'adatat),
  3. Los caminos a la perdición (Rub' al-muhlikat) y
  4. los Caminos a la salvación (Rub' al-munjiyat).

- Mi‘yar al-‘ilm, La medida del conocimiento.[5]

- Mihakk al-nazar fi’l-mantiq, La piedra de toque de la prueba en lógica.[5]

- al-Iqtisad fi’l-‘tiqad, El camino medio en teología.[5]

- Mizan al-‘amal, El balance de acción.[5]

- al-Qistas al-mustaqim, El balance justo.[5]

- Ihya’ ‘ulum al-din El resurgimiento de las ciencias religiosas.[5]

- al-Risala al-Qudsiyya,  La epístola de Jerusalén.[5]

- Mishkat al-anwar, El nicho de las luces.[5]

- al-Mustafa min ‘ilm al-usul, La esencia de la teoría legal islámica.[5]

- al-Munqidh min al-dalal, El que libra el error. Autobiografía donde expone su itinerario espiritual). Dice que desde pequeño tenía el hábito de buscar la verdadera realidad de las cosas. En el proceso llegó a dudar de los sentidos y de la razón como medios de un conocimiento veraz y cayó en un profundo escepticismo. Salió con ayuda de la luz divina y examinó las enseñanzas de los teólogos, filósofos y sufís. Llegó a la conclusión de que sólo a través del sufismo se alcanzaba el conocimiento veraz. Para alcanzar la verdad última hay que renunciar al mundo y entregarse a la práctica mística.[5]

## Influencia
Durante su vida, escribió más de 70 libros sobre ciencia, razonamiento islámico y sufismo. Al-Ghazali distribuyó su libro La incoherencia de los filósofos, destacado como el momento decisivo en la epistemología islámica. La experiencia que tuvo con sospecha llevó a al-Ghazali a formar una convicción de que todas las ocasiones y conexiones no son el resultado de conjunciones materiales, sino la voluntad presente y pronta de Dios.
Otra de las obras más prestigiosas de al-Ghazali es Ihya 'Ulum al-Din ("El renacimiento de las ciencias religiosas"). El trabajo cubre todos los campos de la ciencia islámica e incorpora el estatuto islámico, la filosofía y el sufismo. Tuvo numerosas reacciones positivas, y Al-Ghazali en ese momento compuso una forma condensada en persa bajo el título Kimiya-yi sa'adat ("La alquimia de la felicidad"). Aunque al-Ghazali dijo que ha escrito más de 70 libros, se le atribuyen más de 400 libros.
Al-Ghazali también asumió un papel digno de mención en la difusión del sufismo y la sharia. Fue el primero en consolidar las ideas del sufismo en las leyes de la Sharia y el primero en dar una descripción formal del sufismo en sus obras. Sus obras fortalecen la posición del Islam sunita, en contraste con diferentes escuelas de pensamiento.
Al-Ghazali tuvo una influencia importante en los dos más tarde filósofos musulmanes y cristianos filósofos medievales. Margaret Smith escribe en su libro Al-Ghazali: The Mystic (Londres 1944): "No cabe duda de que las obras de al-Ghazali serían de las primeras en atraer la atención de estos eruditos europeos" (página 220). Luego enfatiza: "El más grande de estos escritores cristianos que fue influenciado por al-Ghazali fue Santo Tomás de Aquino (1225-1274), quien hizo un estudio de los escritores árabes y admitió su deuda con ellos, habiendo estudiado en la Universidad de Nápoles donde la influencia de la literatura y la cultura árabe era predominante en ese momento. ”Además, el interés de Aquino en los estudios islámicos podría atribuirse a la infiltración del 'averroísmo latino' en el siglo XIII, especialmente en la Universidad de París.
El período posterior a Ghazali "ha sido llamado tentativamente la Edad de Oro de la filosofía árabe" iniciado por la exitosa integración de la lógica de Ghazali en el plan de estudios de la Madraza del seminario islámico.
Al-Ghazali también jugó un papel importante en la integración del sufismo con la Shariah. También fue el primero en presentar una descripción formal del sufismo en sus obras. Sus trabajos también fortalecieron el estatus del Islam sunita frente a otras escuelas. El batinita (ismailismo) había surgido en los territorios persas y estaba ganando cada vez más poder durante el período de al-Ghazali, cuando Nizam al-Mulk fue asesinado por los miembros de los ismaelitas. En su Fada'ih al-Batiniyya ("Las infamias de los esoteristas"), Al-Ghazali los declaró incrédulos cuya sangre puede ser derramada,  y escribió varios libros sobre la crítica de Baatinyas que debilitó significativamente su estatus.
Al-Ghazali logró obtener una amplia aceptación del sufismo a expensas de la filosofía. Al mismo tiempo, en su refutación de los filósofos hizo uso de sus categorías filosóficas y así ayudó a darles una circulación más amplia.
Sus influencias e impacto en el pensamiento sufí y el Islam en general durante el siglo XI ha sido un tema de debate en la época contemporánea. La cincuentena de obras que escribió evidencia que fue uno de los pensadores islámicos más importantes de su tiempo. Tres de sus obras, Ihaya 'Ulum ad-Din ("Renacimiento de las ciencias religiosas"), Tahafut al-Falasifa ("La incoherencia de los filósofos") y al-Muniqidh min a-alal ("El camino al sufismo de Al-Ghazali: Su liberación del error") todavía se leen y circulan ampliamente entre los eruditos islámicos en la actualidad. Después de la muerte de Al-Ghazali, se cree que siguió una larga era en la que hubo una notable ausencia de filósofos islámicos, lo que contribuyó al estatus de Ghazali en la era moderna. El elemento básico de su filosofía religiosa era argumentar que el creador era el punto central de toda la vida humana que desempeñaba un papel directo en todos los asuntos mundiales. La influencia de Al-Ghazali no se limitó al Islam, sino que, de hecho, sus obras circularon ampliamente entre eruditos y filósofos cristianos y hebreos. Algunos de los filósofos y eruditos más notables de Occidente incluyen a David Hume, Dante y Santo Tomás de Aquino. Maimónides, un teólogo judío, estaba profundamente interesado e investido en las obras de Al-Ghazali. 
Uno de los logros más notables de Ghazali fue su escritura y la reforma de la educación que marcó el camino de la Educación Islámica desde el siglo XII al XIX. Los matemáticos y astrónomos islámicos como At-Tusi confiaron en gran medida en las obras de Al-Ghazali.
El desarrollo de la primera infancia fue un punto focal central de Al-Ghazali. Trabajó para influir y desarrollar un programa para moldear las mentes jóvenes de los niños a una edad temprana para desarrollar su mente y carácter. Hizo hincapié en que la socialización, la familia y las escuelas eran fundamentales para el logro del lenguaje, la moral y el comportamiento. Hizo hincapié en incorporar la aptitud física, como los juegos, que eran importantes en el desarrollo de las mentes jóvenes para atraer la idea de asistir a la escuela y mantener una educación. Además, destacó la importancia de comprender y compartir culturas en las aulas para lograr una armonía cívica que se exprese fuera del aula y la amabilidad entre ellos. En sus escritos, puso esta responsabilidad sobre los maestros. Su tratado sobre educación temprana se centró en las leyes islámicas, Dios, y memorizar el Corán para adquirir habilidad literaria. Ghazali enfatizó la importancia de que haya un doble respeto con respecto al maestro y al alumno. Mientras que el maestro guía al alumno y asume el papel de una figura paterna y ofrece consejo al alumno, y el alumno respeta al maestro como patriarca. Hizo hincapié en que el maestro necesitaba prestar atención a los ritmos de aprendizaje de sus alumnos para poder ayudarlos a tener éxito en los logros académicos.
Al-Ghazali fue, según todos los indicios de sus escritos, un verdadero místico en el sentido persa. Se creía más místico o religioso que filosófico; sin embargo, algunos eruditos lo consideran más ampliamente como una figura destacada de la filosofía y el pensamiento islámicos. Describe su enfoque filosófico como un buscador del conocimiento verdadero, una comprensión más profunda de lo filosófico y científico, y una mejor comprensión del misticismo y la cognición.  En el mundo contemporáneo, Al-Ghazali es reconocido no solo por su contribución al sufismo, el islam, la filosofía o la educación, sino que su trabajo y enfoque ético trasciende otra frontera en la práctica comercial islámica. En el Journal of Business Ethics, los autores Yusif Sidani y Akram Al Ariss explican cómo la ética empresarial islámica se rige por los escritos de Abu-Hamid Al-Ghazali e incluso postulan que Al-Ghazali es el mayor musulmán desde el profeta Mahoma. Los islamistas tradicionales están influenciados por los escritos de Ghazali, ya que estaba en deuda con escribir e incorporar la ley Sharia. Ellos enfatizan, "Su dominio de la lógica filosófica y el razonamiento le valió el título de filósofo sin perder su condición de erudito religioso".  El razonamiento de Al-Ghazili sobre el uso del intelecto en combinación con lo racional y espiritual es una parte integral de la sociedad musulmana de hoy. Por tanto, abordan la perspectiva empresarial con la misma ideología y pensamiento organizativo.